# Gai Popil·li Lenat (militar)
Gai Popil·li Lenat (llatí: Gaius Popillius Laenas) era un militar romà del segle i aC. Formava part de la gens Popíl·lia, i era de la família dels Popil·li Lenat.
Va servir com a legat a la província romana d'Àsia i va ser el comandant junt amb Minuci Rufus, d'una flota romana que va prendre part a la guerra contra Mitridates VI Eupator, rei del Pont. Apià l'anomena simplement Gai Popil·li, de manera que el cognomen Lenat és atribuït.